# Gósd
Gósd (románul: Păulian) falu Romániában, a Partiumban, Arad megyében.

## Fekvése
Borossebestől 5 km-re délkeletre, a Fehér-Körös partján fekvő település.

## Története
A falut 1553-ban említette először oklevél Gosd néven. 1574-ben Csoozd, 1808-ban Govosdia, Gavosdia, 1913-ban Gósd néven írták. 
1851-ben Fényes Elek írta a településről: „Arad vármegyében, a Fejér-Körös mellett, 863 óhitő lakossal, s anyatemplommal.”
A trianoni békeszerződéselőtt Arad vármegye Borossebesi járásához tartozott.
1910-ben 513 lakosából 506 fő román, 6 magyar volt. A népességből 450 fő görögkeleti ortodox volt.
A 2002-es népszámláláskor 340 lakosa közül 322 fő (94,7%) román nemzetiségű, 18 fő (5,3%) cigány etnikumú volt.